# Archivo Central de Gaza
Los Archivos Centrales de la ciudad de Gaza (en árabe: أرشيف غزة المركزي‎, arshif ghaza almarkazi) fueron un centro de archivos y estudios en Gaza, Palestina. El centro, que contiene 150 años de material de archivo relacionado con la vida y la cultura palestinas, fue destruido a finales de noviembre de 2023 durante la guerra entre Israel y Gaza.
Los Archivos Centrales se guardaban dentro de los edificios administrativos de la ciudad de Gaza. El archivo contenía materiales que documentaban la vida de los palestinos desde hace 150 años, así como material relacionado con el desarrollo urbano. Tanto el Centro de Información Palestino como Al Jazeera informaron que había sido un objetivo potencial israelí desde el 7 de octubre de 2023.  The New Arab informó que intensos bombardeos a finales de noviembre provocaron su destrucción, incluido, según Middle East Eye, el bombardeo del 29 de noviembre. Un informe preliminar de daños del Consejo Internacional de Monumentos y Sitios encontró que los archivos habían sido completamente destruidos. Las imágenes fueron publicadas por la Universidad de Birzeit y la prensa local en las redes sociales. Khalil Sayegh hizo una comparación directa con el robo de material relacionado con la Organización para la Liberación de Palestina en 1982 del Centro de Investigación Palestino en Beirut.
En respuesta a la destrucción deliberada, el Consejo Internacional de Archivos emitió una declaración condenando a «todos los actores de la región» basándose en la Declaración Universal sobre Archivos. La Sociedad de Historia Oral hizo otra declaración pública, afirmando que «haría todo lo posible para apoyar el registro y el recuerdo de esa historia cuando pueda comenzar la reconstrucción de Gaza». Otras declaraciones fueron compartidas por la Asociación de Archiveros Canadienses, entre otros. Los esfuerzos para registrar y archivar los archivos digitalizados restantes involucran al repositorio en línea Palestina Nexus.